# The Two Romans
The Two Romans ist eine Schweizer Indie-Pop-Band aus Thun. Kern der Band sind die beiden in Rom geborenen Brüder Samuele und Mattia Zanella, die auch für den Bandnamen verantwortlich sind.

## Bandgeschichte
Mit 16 Jahren zog Samuele Zanella von Italien zu den Großeltern nach Adelboden. Der Jüngere Mattia und ein weiterer Bruder folgten ein paar Jahre später zu Verwandten in Heimberg. Sam entdeckte bei einem einjährigen Aufenthalt in Australien seine Vorliebe für Musik, Mattia vertrieb sich die Zeit mit Ukulelespielen. Sie schlossen sich zusammen und traten zuerst als Duo auf, bevor sie im Frühjahr 2015 mit Musikern aus der Schweiz und Deutschland die sechsköpfige Formation The Two Romans gründeten. Neben zahlreichen Auftritten veröffentlichten sie bereits im ersten Jahr ihre selbst produzierte Debüt-EP Waves, an die sich in den folgenden Jahren die EPs Forest und Sun anschlossen. 2016 traten sie erstmals auch in Deutschland auf und ein Jahr später gingen sie auf Europa-Tournee. Dazu spielten sie bei grossen Festivals auf dem Berner Gurten, in Montreux und im Taubertal.
Nachdem sie sich bei über 150 Konzerten eine grosse Fangemeinde erspielt hatten, begannen sie 2019 mit der Erstellung ihres Debütalbums. Als Produzenten konnten sie den Australier Adrian Breakspear, der unter anderem beim Album Girl von Pharrell Williams mitgewirkt hatte, und den Engländer Julian Emery (Nothing but Thieves, Gavin DeGraw) gewinnen. Das Album Everything. Now! erschien im April 2020 und erreichte auf Anhieb Platz 4 in der Schweizer Hitparade.

## Mitglieder
- Samuele Zanella, Sänger
- Mattia Zanella, Sänger, Gitarre, Banjo
- Florian Fettke, Gitarre, Mandoline, Synthesizer
- Simon Boss, Schlagzeug

Ehemalige Mitglieder
- Dave Mägert, Schlagzeug
- Brian Boy, Gitarre
- Jürg Steiner, Bass

## Diskografie
Alben
- Waves (EP, 2015)
- Forest (EP, 2016)
- Sun (EP, 2017)
- Everything. Now! (2020)

Lieder
- We’ll Be Young (2016)